# محمود الأتربي
محمود الأتربي ممثل مصري .

## عن حياته
ممثل مصرى شاب له العديد من الأعمال التلفزيونية والسينمائية .

### في المسلسلات
- ريش نعام

### في السينما
- ركلام
- الأكاديمية
- ابقي قابلني

### السيت كوم
- راجل وست ستات (ج8)

## روابط خارجية
- محمود الأتربي على موقع قاعدة بيانات الأفلام العربية